# Grave Digger

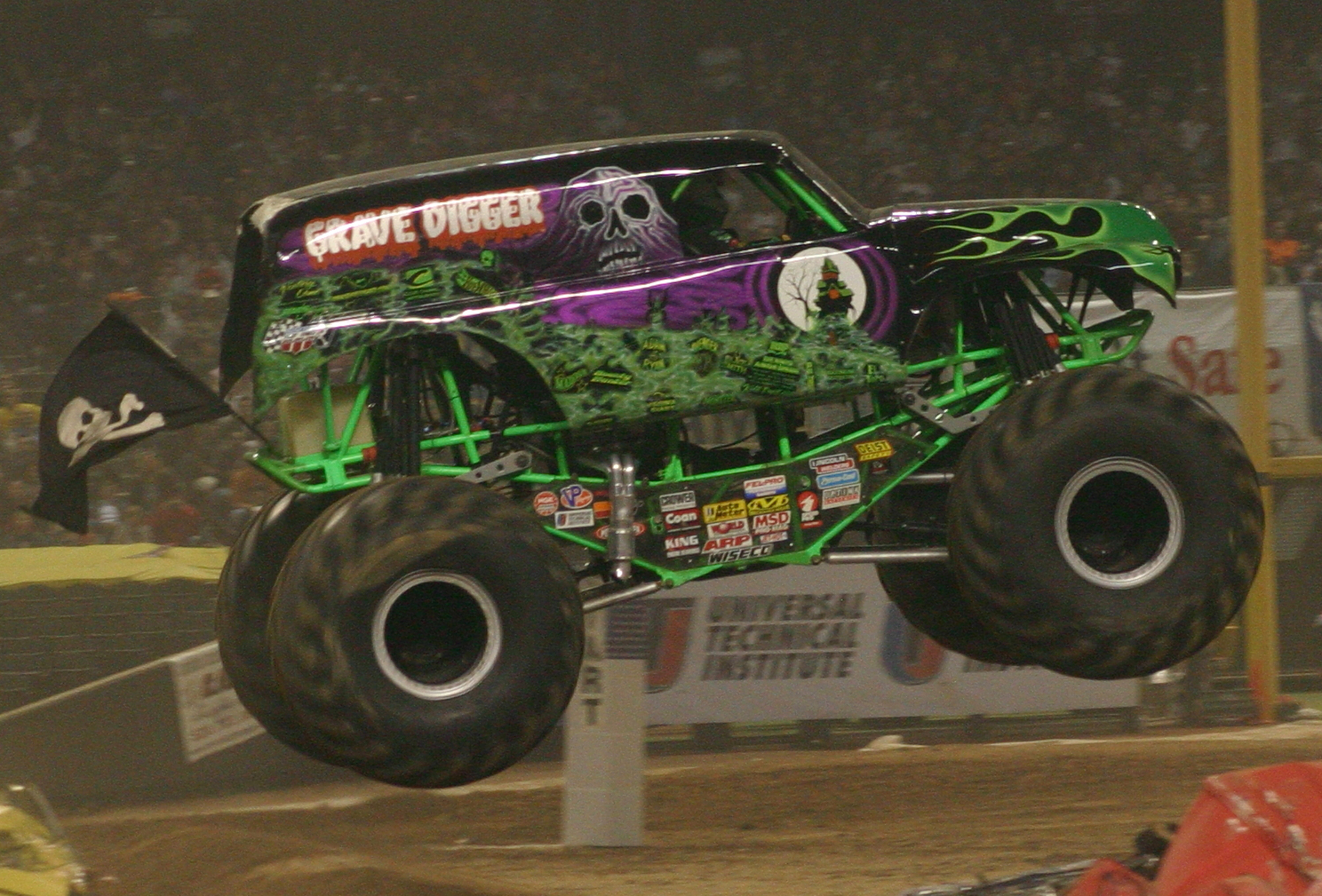
Grave Digger 19 in Arizona

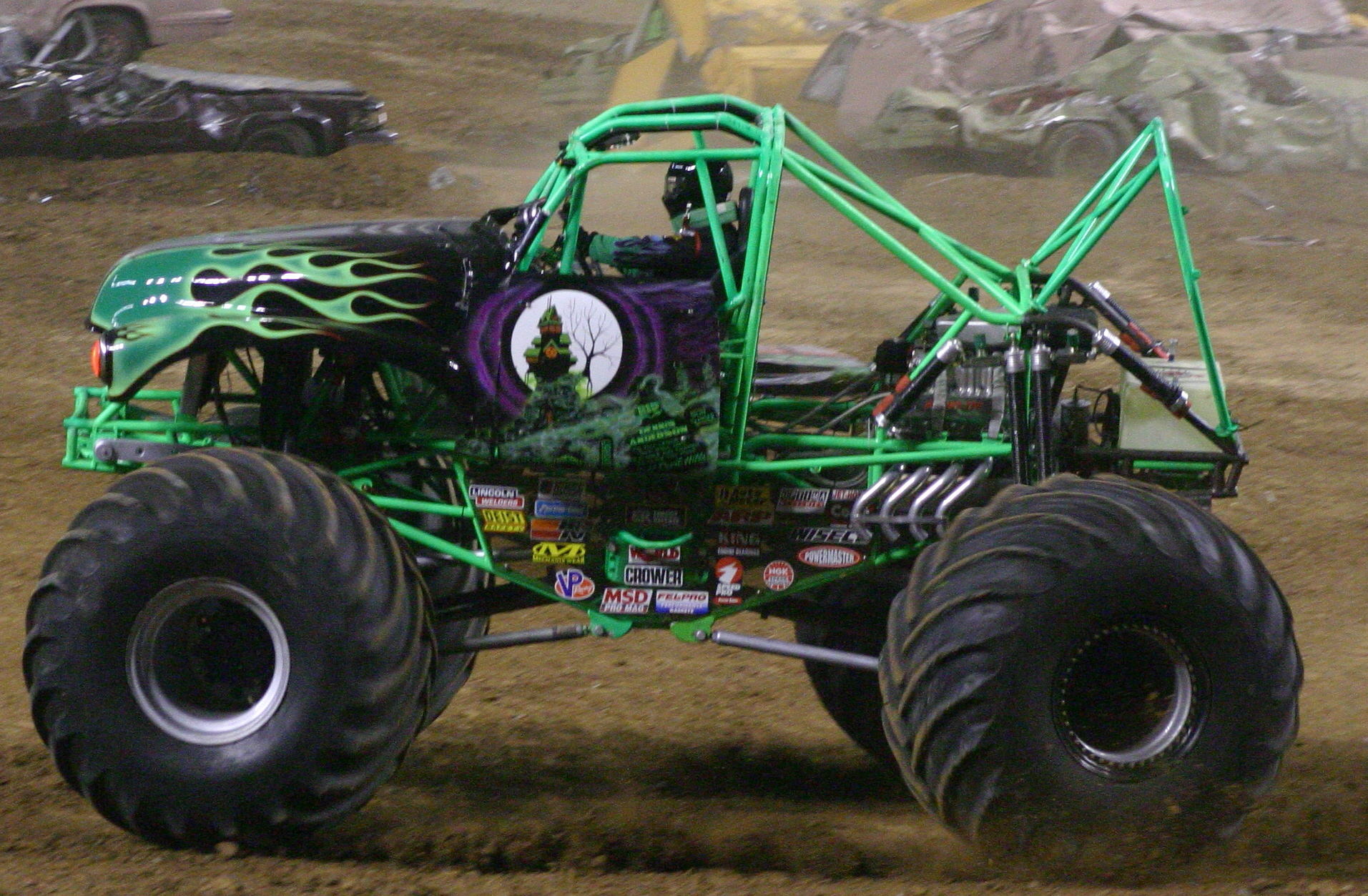
Grave Digger 7 mist enkele delen na een crash

Grave Digger is de naam van een aantal monstertrucks die deelnemen aan de Monster Jam-shows van Live Nation. Er zijn er meerdere van, ieder met een eigen chauffeur, zodat er meerdere shows tegelijkertijd bezocht kunnen worden.

## Geschiedenis
In 1981, in de staat North-Carolina, wilde een jongeman genaamd Dennis Anderson meedoen aan de lokale mud-boggingwedstrijd, maar omdat zijn financiële mogelijkheden behoorlijk beperkt waren bouwde hij van een oude verroeste rode 1952 Ford F100 pick-uptruck, slooponderdelen en een krachtige zelf gebouwde Chevroletmotor zijn eigen creatie. Dennis werkte voor een rijke landbouwfamilie en toen een van de zoons en vrienden met veel nieuwere en duurdere trucks zijn creatie zagen lachten ze hem uit en noemden het een "old piece of junk". Dennis sprak toen de beroemde woorden: "I'll take this old junk and dig you a grave with it". 
Toen Dennis alles en iedereen had verslagen, spoot hij na de show met een gele spuitbus de woorden "Grave Digger" op de zijkant van de truck en een legende was geboren. Al gauw ging het als een lopend vuurtje rond dat er een man met een oude verroeste truck en een "alles of niets"-rijstijl meedeed aan de mud-boggingwedstrijden en de naam Grave Digger groeide. Dennis vergrootte de wielen van zijn truck en toen er op een show een monstertruck auto's zou pletten maar niet op kwam dagen bood Dennis aan om het te doen. Het publiek werd wild en Dennis was nu toegetreden tot de wereld van de monstertrucks. Dennis verruilde het chassis voor dat van een blauw-zilvere Ford Panel uit 1951, de 'ongewone' uiterlijke vorm die Grave Digger vanaf toen zou bepalen. In 1985 ging Dennis bij de autospuiter Fred Bumann langs om zijn truck te laten spuiten maar Dennis vond het idee van Fred (zwart met groene vlammen) maar niks. Fred vroeg toen aan Dennis om hem een tijd alleen te laten met de truck en als het resultaat hem niet beviel zou Fred het opnieuw doen. 
Toen Dennis terugkwam en de zwarte truck met de groene vlammen en het spookachtige tafereel met de namen van verslagen rivalen op grafstenen zag was hij verkocht. Later verving Dennis de koplampen van Digger door de rode achterlichten van een oude schoolbus en het plaatje was compleet. Dennis deed nu mee op het circuit van de M.T.R.A. (Monster Truck Racing Association) en hier kreeg hij de bijnaam "One run Anderson", omdat hij met zijn wilde rijstijl in zijn truck vaak al in de eerste race kapotreed. Weer had Dennis een stuk minder geld dan zijn rivalen en hij had grote moeite om zijn oude truck rijklaar te houden, maar de fans smulden ervan. Alles veranderde in 1986 toen Dennis op de Amerikaanse nationale televisie de allereerste en populairste monstertruck, genaamd Big Foot, versloeg. Nu was Dennis een superster. In 1989 verruilde hij het chassis voor dat van een Chevrolet paneltruck uit 1950. Nog later verving hij dat stalen chassis voor een glasvezelversie en het zware stalen frame voor een hollebuisframe. Om aan de grote vraag te kunnen voldoen werden er meerdere trucks gebouwd en nam Dennis meerdere coureurs in dienst.
Op 17 oktober 1998 sloeg in Virginia Beach een speciale versie van Grave Digger, die 25 mensen vervoerde, over de kop waarbij de arm van peuterjuf Joy Kubitza verbrijzeld werd. Kubitza heeft 37 operaties moeten ondergaan maar werken was volgens haar niet meer mogelijk. In een rechtszaak tegen Grave Digger inc. en Cellar Door Entertainment, de organisator van de rit, werd haar een schadevergoeding van 12 miljoen dollar toegekend. Waarschijnlijk heeft Dennis daarom eind 1998 de rechten van Grave Digger aan "Clear Channel Motor Sports" (tegenwoordig "Feld entertainment") verkocht, al blijft Dennis het boegbeeld van het Grave Digger-team.
Dennis rijdt zelf in Grave Digger nr. 20, waarschijnlijk de beste Grave Digger tot nog toe. Grave Digger 20 weegt 4,5 ton, is 3,3 meter hoog, 3,6 meter breed en heeft banden van 1,7 meter hoog die per stuk 400 kilogram wegen en 1800 dollar kosten. De truck is uitgerust met stikstof schokbrekers die 66 centimeter kunnen veren, waarmee de truck sprongen van 15 meter hoog maakt. De originele zelf in elkaar gezette Chevroletmotor is vervangen door een hightech, 35.000 dollar kostende, alcoholgeblazen 8,8 liter Merlin V8 van 1475 pk. De totale kosten van een Grave Digger-truck liggen nu rond de 250.000 dollar. Een team van monteurs werkt soms dagen achter elkaar om te zorgen dat Grave Digger klaar is voor de volgende show. Dennis heeft vroeger alles in zijn leven opgeofferd voor zijn truck, zoals zijn gezinsleven, maar nu rijden zijn zoons samen met hem in het monsterjamciruit. Adam Anderson, zijn oudste zoon, rijdt in "Grave Digger the Legend", een retroversie van de oude blauw-zilveren Ford en Ryan Anderson rijdt in een truck genaamd "Son uva Digger". In 2012 vierde Dennis Anderson zijn 30-jarig jubileum als coureur van de Grave Digger.